# طلعة التمياط
طلعة التمياط مركز سعودي قع غرب مدينة رفحاء شمال السعودية، وطلعة التمياط تابعة لإمارة منطقة الحدود الشمالية حيث تبعد عن محافظة رفحاء قرابة 40كم، ويبلغ تعدادها السكاني حسب الهيئة العامة للإحصاء حسب آخر احصاء عام 2017م 4230 نسمة  وكان اسم الموقع سابقاً (فياض لقطان)، تأسست عام 1395 هـ.

## المرافق الإدارية
- الشرطة
- الدفاع المدني
- بلدية
- هيئة
- مدارس بنين وبنات للمراحل الابتدائية والمتوسطة والثانوية
- جمعية تحفيظ قرآن
- جمعية خيرية
- مكتب للدعوة
- مركز صحي